# Technikmuseum Speyer
Het Technikmuseum Speyer te Speyer in Duitsland is een museum gericht op de hedendaagse techniek. In de collectie zijn opgenomen: vliegtuigen, inclusief ruimtevaartuigen, motorvoertuigen, brandweervoertuigen en schepen. Een bijzonder onderdeel is een Boeran-ruimteveer uit de Sovjet-Unie. Grote objecten staan buiten opgesteld. Het museum beschikt verder over een IMAX theater.
Het museum werd in 1991 opgericht. Het is nauw gelieerd aan het Technik-Museum Sinsheim. Deze laatste kampte met ruimtegebrek en een tweede locatie werd geopend in Speyer. Het binnenmuseum heeft een oppervlakte van circa 25.000 m2 en het buitenterrein is 150.000 m2 groot. Het museum ontvangt jaarlijks zo’n 700.000 bezoekers.

## Galerij

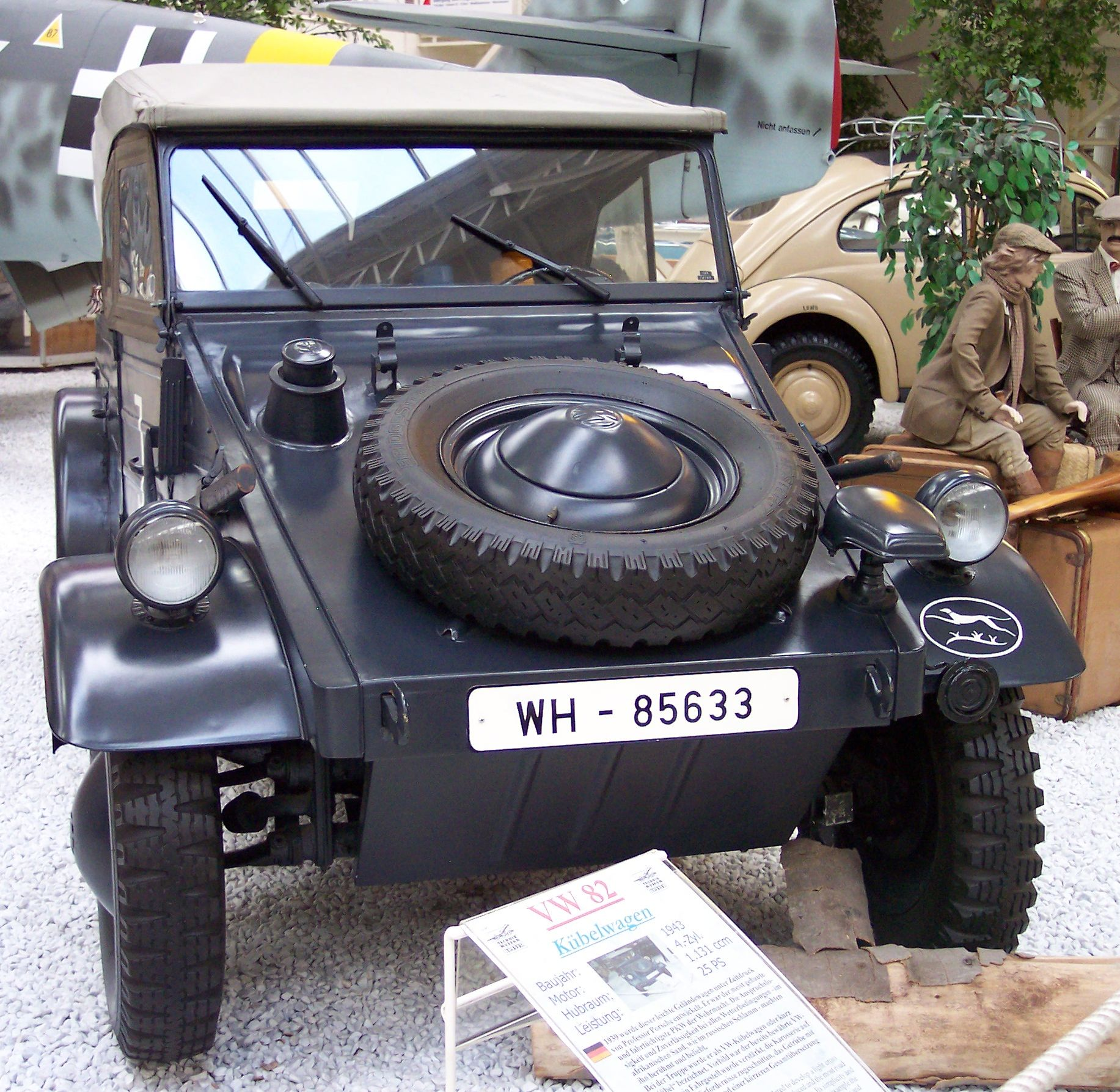
Volkswagen Kübelwagen
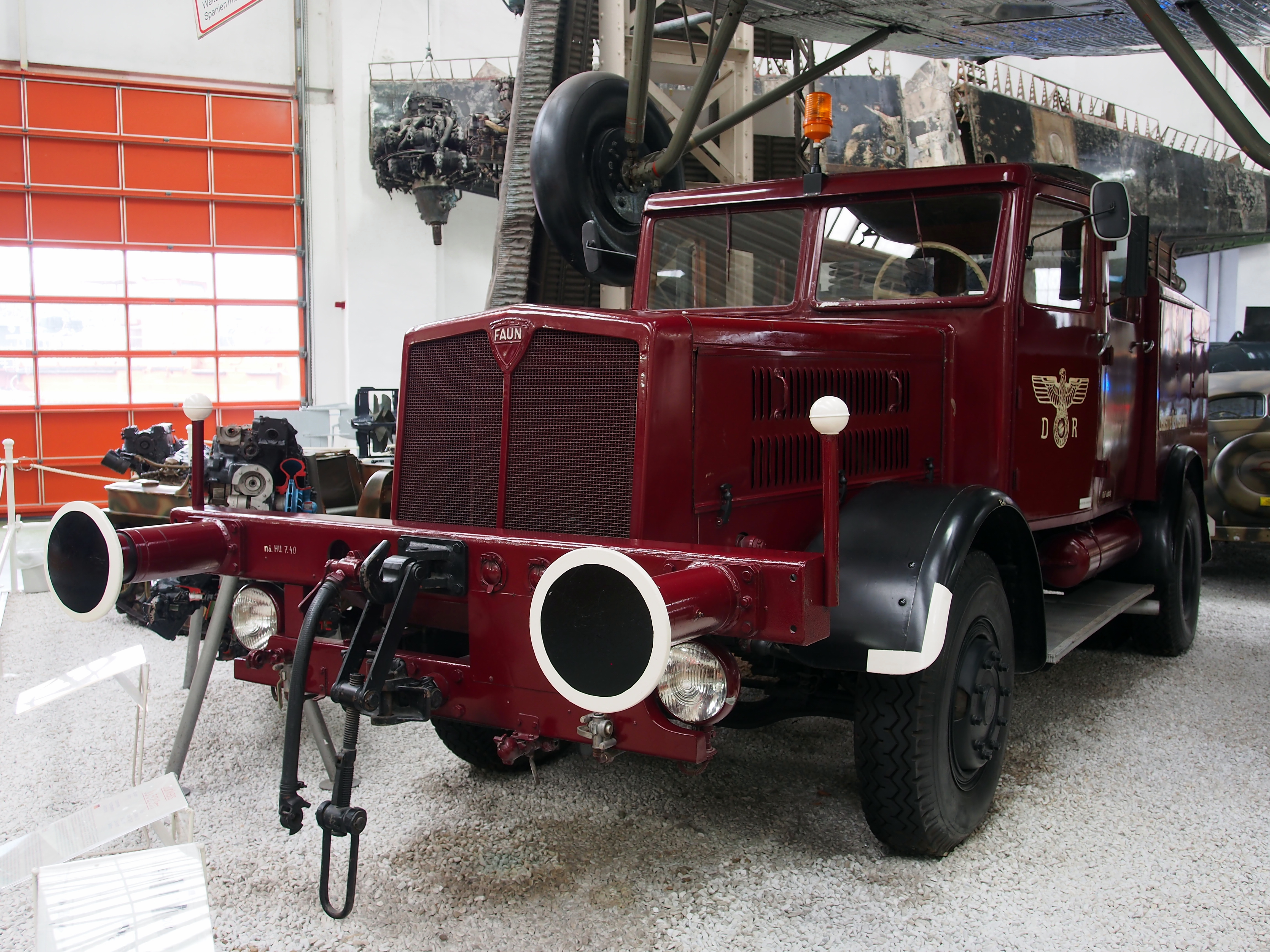
Faun trekker
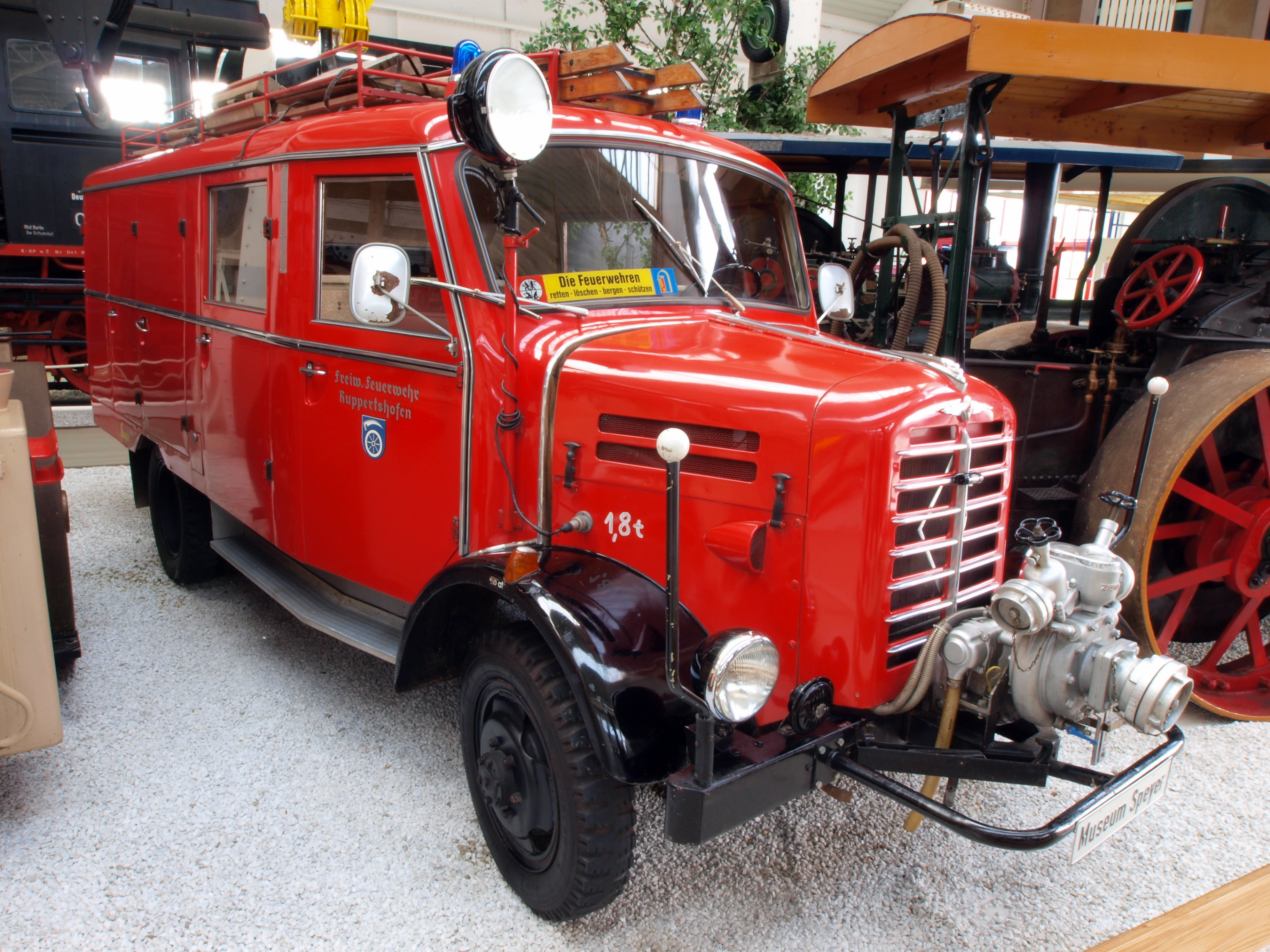
Borgward brandweervoertuig
Jachtvliegtuigen voor het museumgebouw
Mil Mi-24 helikopter
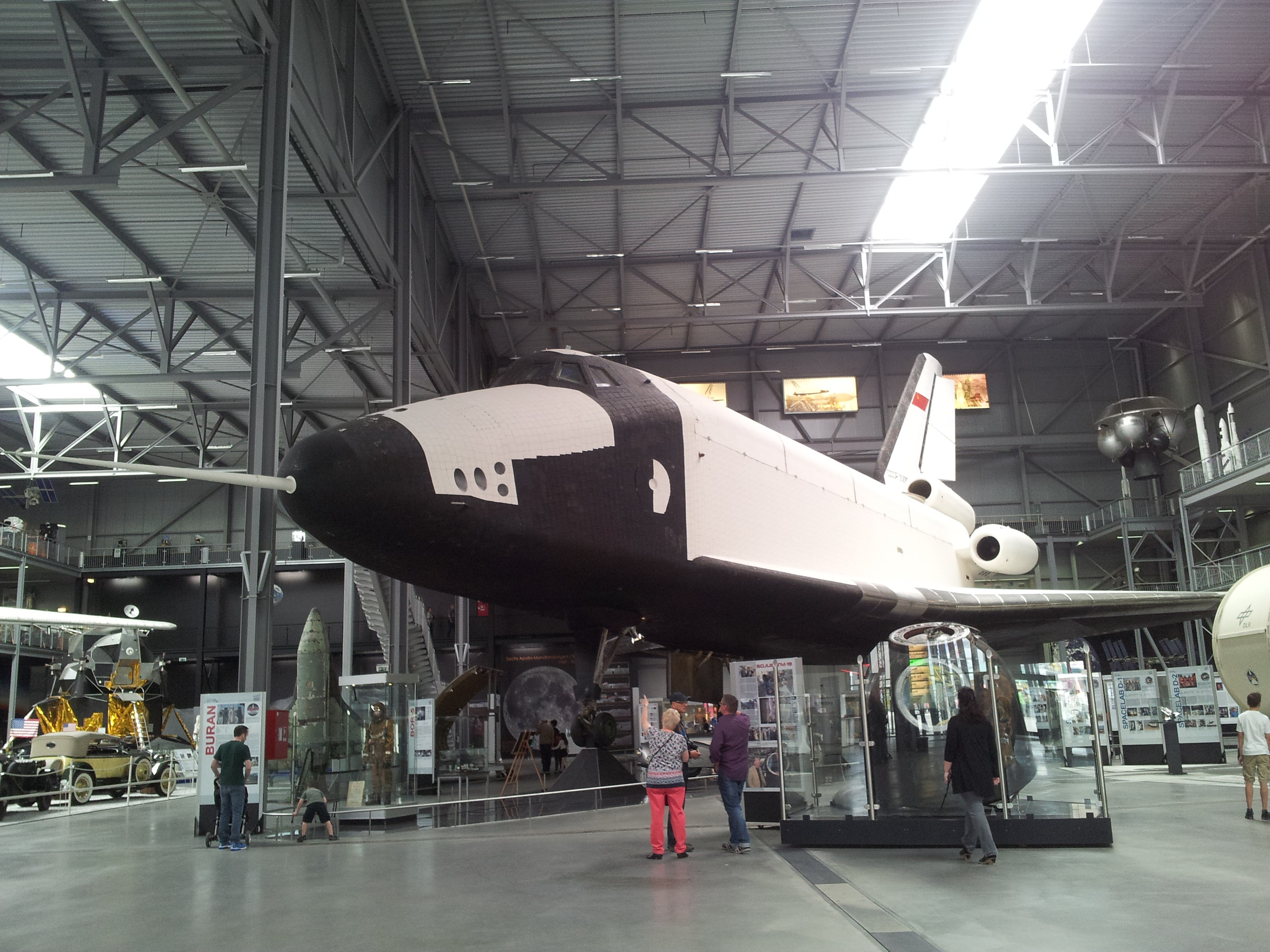
Boeran ruimteveer
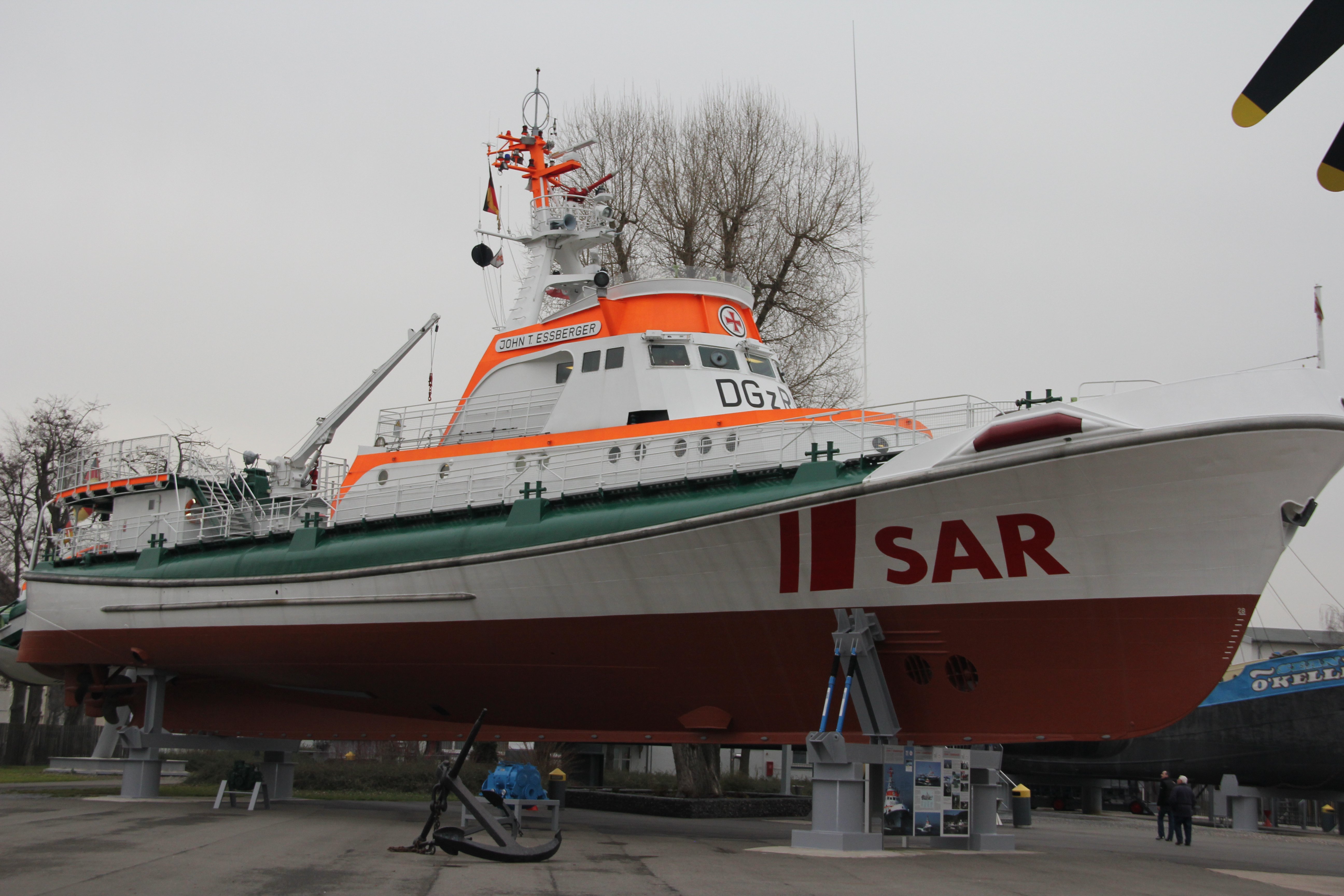
Reddingsboot SRK John T. Essberger
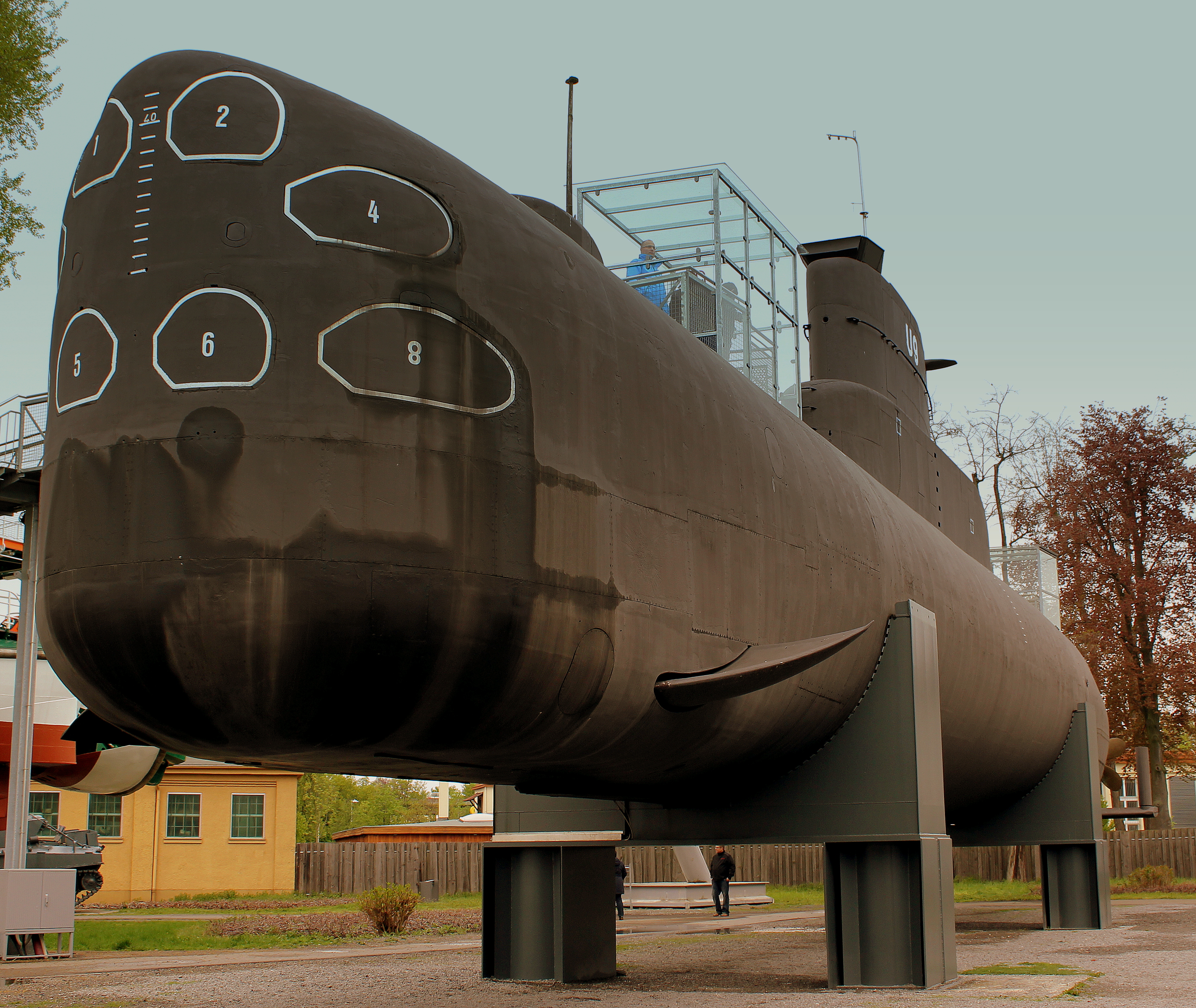
U-9 onderzeeboot